# Ardian Vehbiu
Ardian Vehbiu (ur. 22 sierpnia 1959 w Tiranie) – albański pisarz fantastyki i literatury faktu, tłumacz, publicysta i językoznawca. Jest autorem licznych prac naukowych z zakresu lingwistyki i semiotyki.
Przetłumaczył kilka utworów z języka włoskiego, francuskiego oraz angielskiego na albański i z albańskiego na włoski. Jego utwory z kolei regularnie pojawiają się w albańskiej prasie oraz są tłumaczone na język włoski, angielski i rumuński.

## Życiorys
Studiował lingwistykę na Uniwersytecie Tirańskim, następnie pracował w Instytucie Językoznawstwa i Literatury Akademii Nauk Albanii. Założył bloga o nazwie Peizazhe të fjalës.
Od 1996 roku mieszka w Nowym Jorku.
Deklaruje znajomość języka angielskiego, włoskiego i francuskiego.

## Wyróżnienia
W 2009 roku uzyskał krajową nagrodę Gjergja Fishty za utwór literatury faktu pod tytułem Shqipja totalitare: Tipare të ligjërimit publik në Shqipërinë e viteve 1945 - 1990.
W 2014 roku na Festiwalu Książki i Sztuki zorganizowanym przez Albańskie Towarzystwo Książki, został uhonorowany Nagrodą Ardiana Klosiego za książkę pod tytułem Sende që nxirrte deti.

## Książki
- La scoperta dell'Albania: Gli albanesi secondo i mass media (ISBN 88-315-1303-6; 1996)[7]
- Kulla e Sahatit (ISBN 99927-903-1-8, ISBN 978-99927-903-1-1; 2003)[7]
- Midis zhgënjimit dhe mitit: Realitete amerikane (ISBN 978-99943-37-95-8; 2004)[7][8][4]
- Zhargonet e kombit: Ese kritike I (2004)[7]
- Fraktalet e shqipes: Rrëgjimi i gjeometrive të standardit (ISBN 978-99927-33-89-9; 2007)[7][8][1][4]
- Shqipja totalitare: Tipare të ligjërimit publik në Shqipërinë e viteve 1945 - 1990 (ISBN 978-99956-35-01-5; 2007)[9][7][8][1][4][10]
- Kuzhinat e kujtesës: Ese kritike II (2006)[7]
- Folklori i elitave (ISBN 978-99956-26-30-3; 2009)[7][4]
- Gjashtëdhjetë e gjashtë rrëfimet e Maks Gjerazit (ISBN 978-99956-840-1-3; 2010)[7][8][4]
- Kundër purizmit: Polemikë (ISBN 978-99943-0-288-8; 2012)[7][8][1][4]
- Sende që nxirrte deti (ISBN 978-99943-0-337-3; 2013)[5][11][6][8][1][4]
- Bolero (ISBN 978-99943-0-400-4; 2015)[8][1][4]
- Ndërhyrjet e zotit Shyti (ISBN 978-99943-0-438-7; 2016)[8][1][4]
- Fjalë për fjalë: Eksplorime në hapësirat e shqipes (ISBN 9789995635368; 2017)[7][8][1][4]
- Kusuret e zotit Shyti (ISBN 978-99943-0-491-2; 2017)[12][8][1][4]
- Kulla e Sahatit (ISBN 978-99956-35-45-9; 2018)[8]
- Hoi paremvaseis tou k. Sioutē/Χοί παρέμβασης του κοντά στη Σιούτη (ISBN 960-8203-42-2, ISBN 978-960-8203-42-6; 2018)[7]
- Gjuha e thyer,gjuha që thyen (ISBN 978-99956-35-51-0; 2019)[8][4]
- Castigat (ISBN 978-9928-356-53-6; 2021)[8][4]
- Qortimet e zotit Shyti (ISBN 978-9928-375-83-4; 2022)[4]

## Tłumaczenia
- Historia e Francës autorstwa Georgesa Duby'ego (ISBN 978-9928-103-46-8; 2012)[8]
- Mësimet e mia autorstwa Jacquesa Lacana (ISBN 978-9928-164-21-6; 2012)[8]

## Prace naukowe[3]
- POPULLI MASAT INDIVIDI
- RESTAURIMI I KËSHTJELLËS
- Me shkronja të mëdha (2014)
- Valori di scarto (2014)
- Internet and the Rise of Post-Standard Albanian (2015)
- Lapidari (3 vols.) (2015)
- Lapidars and Socialist Monuments as Elements of Albania’s Historic Cultural Landscapes (2015)
- Texts Chiseled on the Calendar: A Semiotic Reading of Inscriptions on the Commemorative Monuments of the Period of the National Liberation War/Tekste të gdhendura në kalendar: Një lexim semiotik i mbishkrimeve në monumentet përkujtimore të periudhës së Luftës së Luftës Nacional –Çlirimtare (2015)
- Mit großen Buchstaben – Die fletë-rrufe im kommunistischen Albanien (2016)
- Nga anakronizmi ne ideologji (2020)
- ROMANI ME ENVER (2020)

## Publikacje
- FJALË APO VEPRA? (2007)
- Lakuriq në Sarandë (2007)
- ZHUBRAT E PALËVE (2007)
- BLINI NJË BALON ME NGJYRA (2008)
- MIDIS SKAJEVE (2008)
- SKANDALI I SKANDALEVE (2008)
- RREZIKSHMËRIA E GUVËS (2009)
- Intervista për Shqipen Totalitare (2010)
- Intervista për revistën KULT (2010)
- PAKETIMI I BALKAN FILMIT (2010)
- RRËFIMET E MAGJES – INTERVISTA (2010)
- SHQIPJA E TOTALITARËVE (2010)
- SHTETËSI E ZBYTHUR (2010)
- DEBAT PA SKAJE (2012)
- MISTIKA SI STREHË E FUNDIT (2012)
- SQARIM LEXUESIT (2012)
- MEDIA ETHICS IN THE ERA OF DIGITALIZATION (2013)
- TESTE DHE TEKSTE (2013)
- AS BALTË, AS MJALTË (2014)
- KUR PAGUAN AUTORI (2014)
- LEHTËSIA E PAPËRBALLUESHME E FJALËS (2014)
- METODA ËSHTË GJITHÇKA (2014)
- MINIME DHE DISKRIMINIME (2014)
- NDANË VATRËS (2014)
- O TEMPORA (2014)
- POVERO MAX (2014)
- RILINDJA TJETËR (2014)
- SHKRIMTARI NË KARNEVAL (2014)
- URIME DHE FALËNDERIME (2014)
- VALORI DI SCARTO (2014)
- DY DITË NË FESTIVAL (2015)
- NEW LITERATURE FROM EUROPE (2015)
- KUSURET E ZOTIT SHYTI (2016)
- NUK DO TË KISHA DASHUR (2016)
- STREHA E FUNDIT E AUTORIT (2016)
- ATA QË NUK FALIN (2017)
- FATI I LAVJERRËSIT (2017)
- GJIRIZE TË VJETRA, JASHTËQITJE TË FRESKËTA (2017)
- PËRGJEGJSHMËRIA E FJALËS – PJESA I (2017)
- PËRGJEGJSHMËRIA E FJALËS – PJESA II (2017)
- LIBËR I RI (2019)
- TRAKTORISTËT E KADARESË (2019)
- ENCIKLOPEDIA QË NXORI DETI (2020)
- KU E KE EMRIN (2020)
- MUHABET ME VOLTAIRE-IN (2020)
- NJË VIT QOKA, NJË VIT HESHTJE (2020)
- RRETH KOMENTEVE PËR GJUHËN (2020)
- Z. SHYTI PËR PËRGJIMIN (2020)
- ZDROMSI NË JETË DHE NË LOJË (2020)
- DIJA DHE QYTETARI (2021)
- ENVERI LEXON CÉLINE-IN (2021)
- FATET E SENDEVE (2021)
- MAKTHI I EMRIT TJETËR (2021)
- NGA ANAKRONIZMI NË IDEOLOGJI (I) (2021)
- NGA ANAKRONIZMI NË IDEOLOGJI (II) (2021)
- NGA ANAKRONIZMI NË IDEOLOGJI (III) (2021)
- NGA ANAKRONIZMI NË IDEOLOGJI (IV) (2021)
- ROMANI ME ENVER (prezantim) (2021)
- ROMANI ME ENVER (I) (2021)
- ROMANI ME ENVER (II) (2021)
- ROMANI ME ENVER (III) (2021)
- ROMANI ME ENVER (IV) (2021)
- 15 VJET PEIZAZHE TË FJALËS (2022)
- ANIJE NË ADRIATIK (2022)
- ÇUDIRA BIOGRAFIKE (2022)
- DIJA NUK MATET ME KANDAR (2022)
- E PËRBASHKËTA JONË (2022)
- EKSPOZITA (2022)
- HESHTJE VARRESH (2022)
- NOBEL JE VETË (2022)
- SËRISH PËR BIOGRAFIZMIN (2022)
- ORTOGRAFI DHE DREJTSHKRIM (2023)
- SHKRIMTARI ME SHUMË EMRA (2023)